# Ivo Strejček
Ivo Strejček (* 11. Januar 1962 in Nové Město na Moravě) ist ein tschechischer Politiker der Občanská demokratická strana und Lehrer.

## Leben
Strejček studierte Englisch und Pädagogik an der Masaryk-Universität in Brünn. Er war als Lehrer für Englisch von 1986 bis 1996 sowie von 2002 bis 2004 in Tschechien tätig. Strejček war von 2004 bis 2014 Mitglied des Europäischen Parlaments.